# سلجوق بيرقدار
سلجوق أوزديمير بيرقدار (بالتركية Selçuk Bayraktar) (7 أكتوبر 1979 في مدينة إسطنبول في تركيا -) هو سياسي ومهندس ورجل أعمال تركي ومؤسس نظام طائرات «بيرقدار» المسيّرة بدون طيّار وهو صهر الرئيس التركي رجب طيّب أردوغان ومتزوج من ابنته سمية أردوغان.

## الحياة الشخصية
نشأ في أسرة ذات رؤى قومية محافظة، فهو نجل رجل الأعمال أوزدمير بيرقدار صاحب شركة بيرقدار التقنية المتخصصة بتصنيع المركبات الجوية من دون طيار وتطوير خوارزميات الملاحة الجوية وتطوير برامج المركبات. تلقى سلجوق دراسته الثانوية في مدرسة روبرت، وهي مدرسة أمريكية موجودة بإسطنبول. درس الهندسة الكهربائية في جامعة إسطنبول التقنية، ثم حصل على شهادة الماجستير من جامعة بنسلفانيا الأمريكية، وماجستير آخر من معهد “ماساتشوستس” للتكنولوجيا، قبل أن يعود إلى بلاده في 2007 للتفرغ لصناعة طائرته المسيرة.

## عمله
يترأس بيرقدار حاليًا الفريق المسؤول عن تصميم الطائرة من دون طيار، وله دورٌ كبير في تطوير العديد من أنظمة الطائرات من دون طيار في تركيا.